# 東水原インターチェンジ
東水原インターチェンジ（トンスウォンインターチェンジ）は大韓民国京畿道水原市霊通区にある嶺東高速道路のインターチェンジである。近くにある光教上峴インターチェンジを経由して龍仁-ソウル高速道路に進入することができる。

## 歴史
- 1991年11月29日 - 開設[1]

## 周辺
- 京畿大学校水原キャンパス
- 光教ニュータウン
  - ●京畿鉄道新盆唐線光教駅

## 隣
嶺東高速道路
(11) 北水原IC - (12) 東水原IC - (13) 新葛JCT